# Brug 1159
Brug 1159 is een bouwkundig kunstwerk in Amsterdam-Zuidoost.

## Eerste versie
De eerste versie van brug 1159 werd in 1976 ontworpen door Dirk Sterenberg van de Dienst der Publieke Werken. De gemeente Amsterdam wenste een tweetal bruggen tussen het Bijlmerpark en het Bijlmerplein. Brug 1160 verbond daarbij het park met het Gulden Kruispad, Brug 1159 lag in dat pad naar een deel van het plein waar het aanloopcentrum Bijlmermeer was gevestigd. Beide bruggen hadden een betonnen paalfundering, maar bestonden daarnaast voornamelijk uit hout. Het informatiecentrum werd rond 1997 afgebroken om plaats te maken voor de wijk Vogeltjeswei.

## Tweede Versie
De tweede versie van brug 1159 werd rond 2010 aangelegd naar een ontwerp van Mecanoo, dat de begeleiding verzorgde van de vernieuwing van het Bijlmerpark, dat in 2014 ook een nieuwe naam kreeg: Nelson Mandelapark. Zij kwamen met een brug van staal en composiet, waarbij in de leuningen een sierlijk lintmotief werd verwerkt. Brug 1160 overleefde de vernieuwingsslag in het park niet en verdween geheel; er kwam, ook geen nieuwe brug op die plek. 
<<< · 1100 · 1101 · 1107 · 1008 · 1009 · 1110 · 1111 · 1119 · 1121 · 1122 · 1123 · 1124 · 1125 · 1126 · 1127 · 1128 · 1129 · 1130 · 1131 · 1132 · 1133 · 1134 · 1135 · 1139 · 1140 · 1141 · 1142 · 1143 · 1144 · 1145 · 1146 · 1148 · 1149 · 1150 · 1151 · 1152 · 1153 · 1154 · 1155 · 1156 · 1157 · 1159 · 1162 · 1163 · 1164 · 1165 · 1167 · 1170 · 1171 · 1172 · 1173 · 1174 · 1175 · 1176 · 1177 · 1179 · 1180 · 1181 · 1182 · 1183 · 1184 · 1186 · 1187 · 1188 · 1189 · 1190 · 1191 · 1192 · 1193 · 1194 · 1195 · 1196 · 1197 · 1198 · 1199 · >>>
Brugnummers 1102-1106 (gesloopt), 1112-1118 (gesloopt), 1120, 1136-1138, 1145, 1147, 1158 (onbekend), 1160, 1161, 1166, 1168, 1169, 1178 en 1185 (voetbrug Bijlmerweide bouw 1970, sloop 2015) zijn niet (meer) vergeven.